# (4410) Kamuimintara
(4410) Kamuimintara ist ein Hauptgürtelasteroid, der am 17. Dezember 1989 von Seiji Ueda und Hiroshi Kaneda am Observatorium in Kushiro-shi entdeckt wurde.
Der Asteroid wurde nach dem Berg Taisetsu, in der Sprache der Ainu Kamuimintara, benannt.